# Dirk Meissner

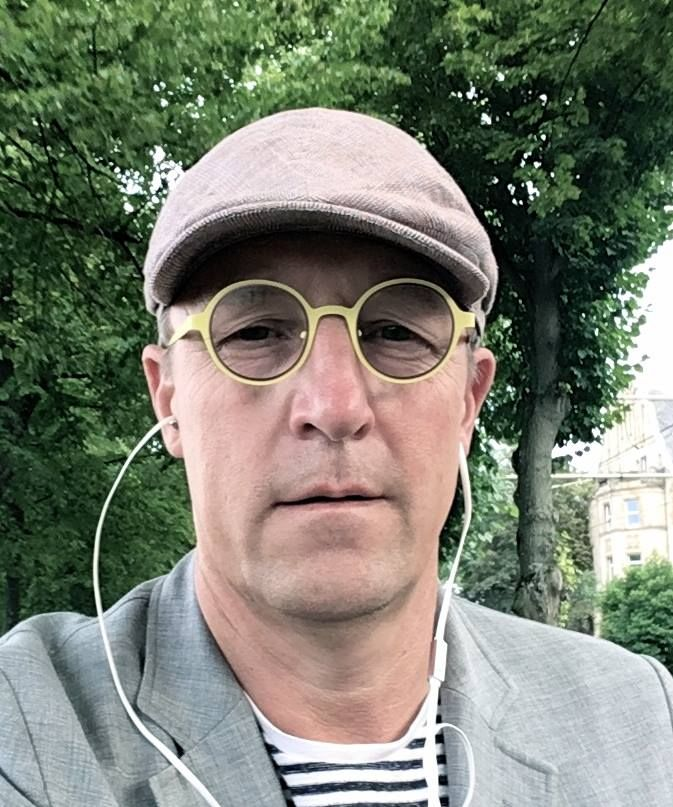
Dirk Meissner

Dirk Meissner (* 6. April 1964 in Aachen) ist ein deutscher Maler, Cartoonist und Karikaturist.

## Leben
Während seines Studiums in Köln veröffentlichte Meissner bereits Cartoons aus der Arbeitswelt. Nach dem Abschluss seines Studiums der Volkswirtschaftslehre 1992 begann er, hauptberuflich als freier Zeichner zu arbeiten.
Seine Cartoons wurden in verschiedenen Tageszeitungen abgedruckt. Seit 2006 werden seine Zeichnungen hauptsächlich in der Süddeutschen Zeitung und dem Deutschen Hochschulverband veröffentlicht.
1995 veröffentlichte er seine Cartoons zum ersten Mal in Buchform. 1996 gewann er den Karikaturenwettbewerb der Frankfurter Rundschau. Seither hat er mehrere Bücher, Kalender und Cartoonserien veröffentlicht und erhielt etliche internationale Auszeichnungen.
Seit 2011 nutzt der Gebäude- und Sicherheitsdienstleister R+S das von Meissner entwickelte Maskottchen „Reiner Saubermann“.
Dirk Meissner ist verheiratet und lebt mit seiner Familie in Köln.

## Veröffentlichungen
- 1995: Manager at Work[2]
- 1996: Liebe, Wahrheit, Treue und Untergang[3]
- 1996: Krisensitzung[4]
- 1996: Rheingefallen[5]
- 2004: Der letzte Leistungsträger. Wirtschafts-Cartoons[6]
- 2004: Läuft alles bestens, Chef! Wirtschafts-Cartoons[7]
- 2004: Unterwegs in höherer Mission[8]
- 2019: Sagen Sie jetzt nicht, das ist Kunst...[9]
- 2021: Himmelblau: Eine Art der Betrachtung[10]